# Samuel Girard (Eishockeyspieler)
Samuel Girard (* 12. Mai 1998 in Roberval, Québec) ist ein kanadischer Eishockeyspieler, der seit November 2017 bei der Colorado Avalanche aus der National Hockey League unter Vertrag steht. Mit dem Team gewann der Verteidiger in den Playoffs 2022 den Stanley Cup.

## Karriere
Samuel Girard wurde in Roberval geboren und spielte in seiner Jugend unter anderem für die Lac-St-Jean Espoirs und die Jonquière Élites. Im Entry Draft der Ligue de hockey junior majeur du Québec (LHJMQ), der höchsten Juniorenliga Québecs, wurde er 2014 an dritter Position von den Cataractes de Shawinigan ausgewählt und lief für das Team mit Beginn der Saison 2014/15 auf. In seiner Debütsaison kam Girard auf 43 Scorerpunkte in 64 Spielen, wurde infolgedessen mit der Trophée Raymond Lagacé als bester Rookie unter den Verteidigern ausgezeichnet und darüber hinaus ins LHJMQ All-Rookie Team gewählt. Außerdem vertrat er sein Heimatland in dieser Spielzeit erstmals auf internationalem Niveau, als er an der World U-17 Hockey Challenge 2014 im November teilnahm und mit dem Team Canada Black den siebten Platz belegte. Wenig später folgte zudem der Gewinn der Goldmedaille beim Ivan Hlinka Memorial Tournament 2015.
In seinem zweiten LHJMQ-Jahr steigerte der Abwehrspieler seine persönliche Statistik deutlich auf 74 Punkte, bevor in den Playoffs weitere 22 Punkte hinzukamen und Girard somit großen Anteil daran hatte, dass die Mannschaft erst im Finale um die Coupe du Président den Huskies de Rouyn-Noranda unterlag. Anschließend wurde der Kanadier mit der Trophée Émile Bouchard als bester Verteidiger der Liga ausgezeichnet sowie ins LHJMQ First All-Star Team gewählt. Parallel dazu ehrte man seine sportlich vorbildliche Spielweise mit der Trophée Frank J. Selke sowie der Auszeichnung als CHL Sportsman of the Year von Seiten der gesamten Canadian Hockey League. Nachdem Girard bereits während der Spielzeit am CHL Top Prospects Game teilgenommen hatte, wählten ihn die Nashville Predators im NHL Entry Draft 2016 an 47. Position aus und statteten ihn im September gleichen Jahres mit einem Einstiegsvertrag aus.
Dennoch kehrte Girard vorerst für eine weitere Saison nach Shawinigan zurück, in der er die Liga in Assists (66) und – wie bereits im Vorjahr – die Abwehrspieler in Punkten (75) anführte. Nach dem Ende der LHJMQ-Spielzeit schloss sich der Verteidiger den Milwaukee Admirals aus der American Hockey League an, dem Farmteam der Predators, und gab dort mit acht Einsätzen sein Debüt im Profibereich. Im Rahmen der anschließenden Saisonvorbereitung erarbeitete sich Girard einen Platz im Aufgebot der Predators und debütierte in der Folge im Oktober 2017 in der National Hockey League, wobei er in seinen ersten zwei Spielen drei Scorerpunkte verbuchte. Nach nur fünf Einsätzen für die Predators wurde der Kanadier allerdings bereits im November 2017 im Rahmen eines größeren Tauschgeschäfts samt Wladislaw Kamenew sowie einem Zweitrunden-Wahlrecht für den NHL Entry Draft 2018 an die Colorado Avalanche abgegeben. Im Gegenzug erhielt Nashville Kyle Turris von den Ottawa Senators, die ihrerseits Andrew Hammond, Shane Bowers sowie ein Erstrunden-Wahlrecht im Draft 2018 und ein Drittrunden-Wahlrecht im NHL Entry Draft 2019 nach Colorado schickten und damit im Endeffekt Matt Duchene verpflichteten.
In der Folge etablierte sich Girard im NHL-Aufgebot der Avalanche und unterzeichnete im Juli 2019 einen neuen Siebenjahresvertrag in Colorado, der ihm mit Beginn der Saison 2020/21 ein durchschnittliches Jahresgehalt von fünf Millionen US-Dollar einbringen soll. In dieser wiederum steigerte er seine persönliche Statistik deutlich auf 32 Punkte in 48 Spielen. In den Playoffs 2022 errang er mit dem Team den Stanley Cup.

## Erfolge und Auszeichnungen
| - 2015 Trophée Raymond Lagacé - 2015 LHJMQ All-Rookie Team - 2016 CHL Top Prospects Game - 2016 Trophée Émile Bouchard - 2016 Trophée Frank J. Selke | - 2016 CHL Sportsman of the Year - 2016 LHJMQ First All-Star Team - 2017 LHJMQ First All-Star Team - 2022 Stanley-Cup-Gewinn mit der Colorado Avalanche |

### International
- 2015 Goldmedaille beim Ivan Hlinka Memorial Tournament

## Karrierestatistik
Stand: Ende der Saison 2024/25

### International
Vertrat Kanada bei:
- World U-17 Hockey Challenge 2014 (November)
- Ivan Hlinka Memorial Tournament 2015

(Legende zur Spielerstatistik: Sp oder GP = absolvierte Spiele; T oder G = erzielte Tore; V oder A = erzielte Assists; Pkt oder Pts = erzielte Scorerpunkte; SM oder PIM = erhaltene Strafminuten; +/− = Plus/Minus-Bilanz; PP = erzielte Überzahltore; SH = erzielte Unterzahltore; GW = erzielte Siegtore; 1 Play-downs/Relegation; Kursiv: Statistik nicht vollständig)